# نجا (مأرب)
نجا هي إحدى قرى الجمهورية اليمنية. تتبع جغرافيا لمحافظة مأرب و إداريًا لمديرية الجوبة. يبلغ تعداد سكانها 3695 نسمة حسب الإحصاء الذي أجري عام 2004.